# Chicano-Literatur
Als Chicano-Literatur (englisch Chicano literature) wird die Gesamtheit erzählerischer und lyrischer Werke verstanden, die durch Autoren entstehen, die sich als Angehörige der US-amerikanischen Chicano-Gemeinschaft sehen. Unter Chicano werden dabei die in den Vereinigten Staaten lebenden Mexikaner und ihre Nachfahren (mexikanische Amerikaner) verstanden. Gelegentlich wird auch der Begriff Chicana-Literatur verwendet. Dieser Teil der Chicano-Literatur setzt sich mit den Erfahrungen weiblicher mexikanischer Amerikaner auseinander. Nach Angaben des United States Census Bureau gab es 2009 31,7 Millionen Amerikaner, deren Vorfahren mexikanisch waren.
Der Ursprung der Chicano-Literatur geht bis ins 16. Jahrhundert zurück. Die Mehrzahl der Chicano-Literatur entstand jedoch nach 1848, nachdem in Folge des Mexikanisch-Amerikanischen Kriegs die USA große Gebiete annektiert hatte, die zuvor zu Mexiko gehörten. Heute gilt Chicano-Literatur als ein wesentlicher Bestandteil der US-amerikanischen Literaturszene, der in vielfältiger Weise die historischen und kulturellen Einflüsse und Abhängigkeiten zwischen dem südlichen und nördlichen Teil Nordamerikas widerspiegelt.

## Definition
Unter den Begriff Chicano fallen generell sowohl Nachfahren von Mexikanern, die seit Generationen in den USA leben als auch solche, die legal oder illegal in den letzten Jahrzehnten eingewandert sind. Entsprechend unterschiedlich ist ihr Assimilierungsgrad als auch ihre Erfahrung als kulturelle und überwiegend spanisch-sprechende katholische Minderheit in einem von englischsprachigen Protestanten geprägten Land. Zur Chicano-Literatur werden deshalb nur literarische Werke von Autoren gezählt, die sich mit der Chicano-Kultur identifizieren. Diese breite Definition führt dazu, dass auch die von anglo-amerikanischen Eltern abstammende Josefina Niggli, die Teile ihrer Kindheit und Jugend in Mexiko verbrachte, als der Chicano-Literatur zugehörig betrachtet wird.

## Geschichte
Einige Literaturwissenschaftler argumentieren, dass der Ursprung der Chicano-Literatur bis ins 16. Jahrhundert zurückgehe: Álvar Núñez Cabeza de Vaca 1542 veröffentlichter Bericht „La Relación“, der seine mehrjährige Odyssee durch Gebiete schildert, die heute zum Süden und Südwesten der Vereinigten Staaten zählen, wurde Jahrhunderte später für Historiker, Ethnologen und Geografen zur wichtigsten Quelle über Nordamerika vor der europäischen Landnahme.
Der Literaturwissenschaftler Lee Dowling zählt auch Inca Garcilaso de la Vega zu den Vätern der Chicano-Literatur: Sein 1605 Werk „La Florida“ ist aus seiner Sicht ebenfalls ein frühes Werk der Chicano-Literatur.

Gebietsabtretungen Mexikos an die USA: Mexikanisch-Amerikanischer Krieg (rot), Gadsden-Kauf (gelb)

Chicano-Literatur ist jedoch gewöhnlich jünger, die meisten Werke entstanden nach 1848. Der Vertrag von Guadalupe Hidalgo vom 2. Februar 1848 beendete den Mexikanisch-Amerikanischen Krieg (1846–1848) und verlegte die texanische Grenze an den Rio Grande. Der heutige US-Bundesstaat Kalifornien (Alta California) und das ganze Gebiet zwischen Texas und Kalifornien wurde US-amerikanisch. So erhielten die Vereinigten Staaten von Amerika mehr als die Hälfte des mexikanischen Staatsgebiets: Kalifornien, Arizona, Neu-Mexiko, Utah, Nevada, Texas und einen Teil von Colorado und Wyoming. Der Vertrag von Guadalupe Hidalgo gab außerdem den Mexikanern, die im jetzigen Südwesten der USA lebten, die Möglichkeit zu optieren, d. h. entweder innerhalb eines Jahres nach Mexiko auszuwandern oder die US-amerikanische Staatsangehörigkeit anzunehmen. Die meisten wurden US-Staatsbürger. Der Literaturkritiker Ramón Saldívar betont, dass „anders als viele andere ethnische Minderheiten in den Vereinigten Staaten … aber ähnlich wie die indigenen Völker Nordamerikas wurden mexikanische Amerikaner durch direkte Eroberung ihres Heimatlandes zu einer ethnischen Minderheit.“ Die andere Staatsangehörigkeit führte nicht sofort zu einer Änderung in kultureller Tradition oder Sprache. Über die Zeit entwickelten diese mexikanischen Amerikaner oder Chicanos jedoch eine eigene Kultur, die weder vollständig zu den USA noch zu Mexiko gehörte. Nach Saldívars Einschätzung füllte die mexikanisch-amerikanische Kultur nach 1848 allmählich die Lücken zwischen den jeweiligen kulturellen Sphären. Diese neue kulturelle Leben war eindeutig ein Produkt beider Einflussbereiche, unterschied sich aber gleichzeitig eindeutig von ihnen. Durch die weitere Einwanderung von Mexikanern im 19., 20. und 21. Jahrhundert veränderte diese Kultur sich stetig weiter.
Der Literaturkritiker Raymund Paredes vertritt die Ansicht, dass eine eindeutig unterscheidbare mexikanisch-amerikanische Literatur bereits ab 1900 existiert habe. Paredes betont besonders die Bedeutung von Josephina Nigglis Roman Mexican Village, der nach seiner Meinung das erste literarische Werk eines mexikanischen Amerikaners sei, das ein breites US-amerikanisches Lesepublikum erreichte.

## Wesentliche Autoren

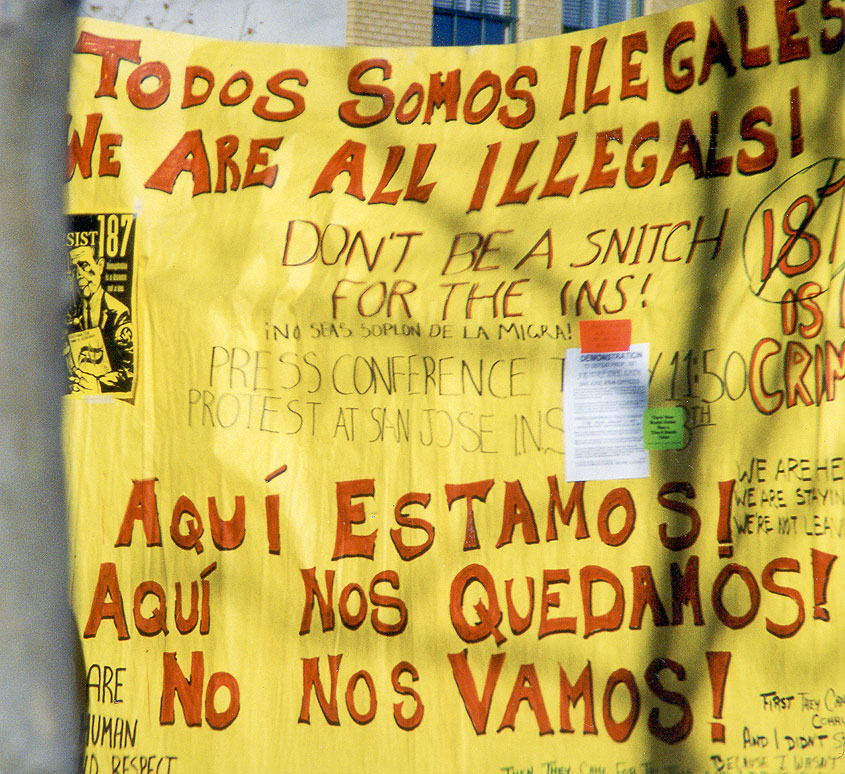
Todos somos ilegales – We are all Illegals („Wir sind alle Illegale“), Protest gegen die Politik der Einwanderungsbehörde (INS) in Kalifornien, die vor allem mexikanische Einwanderer trifft.

Zu den wesentlichen Chicano-Autoren zählen Rudolfo Anaya, Américo Paredes, Rodolfo Gonzales, Rafael C. Castillo, Julian S. Garcia, Gary Soto, Oscar Zeta Acosta, Luis Valdez, John Rechy, Luis Omar Salinas, Tino Villanueva, Denise Chavez, Daniel Olivas, Benjamin Alire Sáenz, Tomás Rivera, Luis Alberto Urrea, Lorna Dee Cervantes, Sergio Troncoso, Rigoberto González, Dagoberto Gilb, Rolando Hinojosa und Alicia Gaspar de Alba.
María Ruiz de Burton war 1872 die erste mexikanisch-amerikanische Autorin, die auf Englisch veröffentlichte. Sie vertritt in ihren zwei Roman und ihrem einzigen veröffentlichten Theaterstück die Sichtweise der mexikanischen Bevölkerung, die nach der Niederlage Mexikos im Mexikanisch-Amerikanischen Krieg und den daraus folgenden Gebietsabtretungen Mexikos an die Vereinigten Staaten durch den Vertrag von Guadalupe Hidalgo plötzlich zu US-amerikanischen Staatsbürgern wurden und damit zu einer überwiegend spanisch-sprechenden katholischen Minderheit in einem von englischsprachigen Protestanten geprägten Land wurden, das ihnen die gesetzmäßige Gleichstellung keineswegs zubilligte. Ihr persönlicher Hintergrund ermöglichte ihr dabei besondere Einblicke. Ruiz de Burton heiratete einen einflussreichen protestantischen General, dessen Berufstätigkeit dazu führte, dass sie einen Teil ihres Lebens sowohl an der Ost- wie an der Westküste der Vereinigten Staaten verbrachte. Sie war damit sowohl Zeitzeugin der Besiedlung des Westens Nordamerikas als auch des amerikanischen Bürgerkriegs mit seinen Folgen. Ihr Werk setzt sich deshalb mit Ethnizität, Einfluss und Macht, Geschlechterrollen und Schichtzugehörigkeit auseinander.
Die Literaturkritikerin Claudia Sadowski-Smith hat die Autorin Sandra Cisneros als die vermutlich bekannteste Chicana-Schriftstellerin bezeichnet und ihr als erste mexikanisch-amerikanische Autorin, die von einem der großen US-amerikanischen Verlagshäuser publiziert wurde, eine Rolle als Pionierin zugebilligt. Cisneros erster Roman Das Haus in der Mango Straße erschien 1989 zunächst in dem kleinen Verlag Arte Público Press, der sich mit seinem Verlagsprogramm auf ein Lesepublikum mit lateinamerikanischen Wurzeln ausrichtete. Die zweite Auflage dagegen erschien 1991 bei Vintage Books, einem Verlag innerhalb der Random-House-Gruppe und eines der großen Verlagshäuser der USA. 1991 wurde Woman Hollering Creek von Random House direkt veröffentlicht. Wie Cisneros’ Biografin Ganz anmerkt, waren es bis zu diesem Zeitpunkt einzig männliche Chicano-Autoren, die erfolgreich zu einem der großen Verlage gewechselt waren. Die Tatsache, dass Cisneros erster Roman so viel Aufmerksamkeit erregte, dass sich ihm ein Verlag wie Vintage Books annahm, verdeutlicht die zunehmende Bedeutung der Chicano-Literatur innerhalb der amerikanischen Literaturszene.
In einem Interview im National Public Radio sagte Cisneros am 19. September 1991.

„Ich glaube, ich kann nicht glücklich sein, wenn ich die einzige bin, die von Random House veröffentlicht wird, wenn es gleichzeitig so viele großartige Schriftsteller – sowohl Latinos als auch Latinas oder Chicanos und Chicanas – gibt, die in den US nicht von große Verlagshäusern publiziert werden oder diesen noch nicht einmal bekannt sind. Wenn mein Erfolg bedeuten würde, dass die Verlage noch mal einen zweiten Blick auf diese Schriftsteller werfen -- und diese dann auch in größerer Zahl verlegen, dann werden wir endlich in diesem Land ankommen.“

Neben diesen Schriftstellern, die tatsächlich Hispanics waren, gab es auch solche die unter einem hispanischen Namen Literatur über diese Gruppe veröffentlichen, wie etwa Daniel Lewis James (Pseudonym: Danny Santiago).

## Einzelbelege
1. ↑  Heide, Markus: Grenzüberschreibungen: Chicano/a-Erzählliteratur und die Inszenierung von Kulturkontakt. Universitätsverlag Winter, Heidelberg 2004, ISBN 978-3-8253-1662-4.
2. ↑  US Office: Facts for Features: Cinco de Mayo. United States Census Bureau, abgerufen am 25. März 2011.
3. ↑  Calderón, Saldívar: Criticism in the Borderlands: Studies in Chicano Literature, Culture, and Ideology. 1991, S. 7.
4. 1 2 3  Raymund Paredes: Teaching Chicano Literature: An Historical Approach. In: The Heath Anthology of American Literature Newsletter. (12), 1995.
5. ↑  Mario T. García: Luis Leal: An Auto/Biography. University of Texas Press, Austin, Texas 2000, ISBN 978-0-292-72829-5, S. 112.
6. ↑  Udo Zindel: Odyssee durch Nordamerika: Nackt und verloren in der Wildnis. In: Spiegel Online. 25. November 2007, abgerufen am 22. Februar 2014.
7. ↑  Lee Dowling: La Florida del Inca: Garcilaso’s Literary Sources. In: Patricia Kay Galloway: The Hernando de Soto Expedition: History, Historiography, and “Discovery” in the Southeast. University of Nebraska Press, Lincoln, NE 2006, ISBN 978-0-8032-7122-7, S. 139.
8. 1 2  Ramón Saldívar: Chicano Narrative: The Dialectics of Difference. The University of Wisconsin Press, Madison, Wisconsin 1990, ISBN 978-0-299-12474-8, S. 13. Im Original lautet das Zitat: “unlike many other ethnic immigrants to the United States… but like the Native Americans, Mexican Americans became an ethnic minority through the direct conquest of their homelands.”
9. 1 2  Rosaura Sánchez und Beatrice Pita: Conflicts of Interest: The Letters of Mark Amparo Ruíz de Burton. In: Arte Público Press, Houston 2001, Einleitung.
10. ↑  Sadowski-Smith: Border Fictions: Globalization, Empire, and Writing at the Boundaries of the United States. 2008, S. 33.
11. ↑  Ganz: Sandra Cisneros: Border Crossings and Beyond. 1994, S. 27.
12. ↑  Heide, Markus: Grenzüberschreibungen: Chicano/a-Erzählliteratur und die Inszenierung von Kulturkontakt. Universitätsverlag Winter, Heidelberg 2004, ISBN 978-3-8253-1662-4, S. 19–36 und 63–93.
13. ↑  Interview mit Tom Vitale im National Public Radio, zitiert in Ganz 1994, S. 27.
14. ↑  Author Abandons Pseudonym. In: Los Angeles Times. vom 22. Juli 1984. S. 18D.